# 井上秋扇
井上 秋扇（いのうえ しゅうせん、生没年不詳）は、江戸時代前期の俳人、歌学者。寛文、延宝の頃の人。

## 人物
岐阜の人。俳諧を北村季吟に学び、寛文7年（1667年）刊の北村湖春編『続山井』や、延宝4年（1676年）刊の季吟編『続連珠』への入集が見える。
著作に『百人一首基箭抄』（寛文13年（1673年）刊）。これは、細川幽斎の『百人一首抄』を参考としながら編纂された百人一首の注釈書であるが、本書の絵入版本は、『百人一首抄』の絵入版本以上に世への広まりを見せ、百人一首についての啓蒙に大いに寄与したと評価されている。

## 関連文献
- 田中宗作「百人一首古注ノート--「百人一首基箭抄初印本考」補正」語文33号105-112頁 1970-05
- 田野慎二「『百人一首基箭抄』の注釈--『貞徳頭書百人一首抄』との関係を中心に」広島国際大学医療福祉学科紀要4号1-25頁 2008